# De Star (Amsterdam)

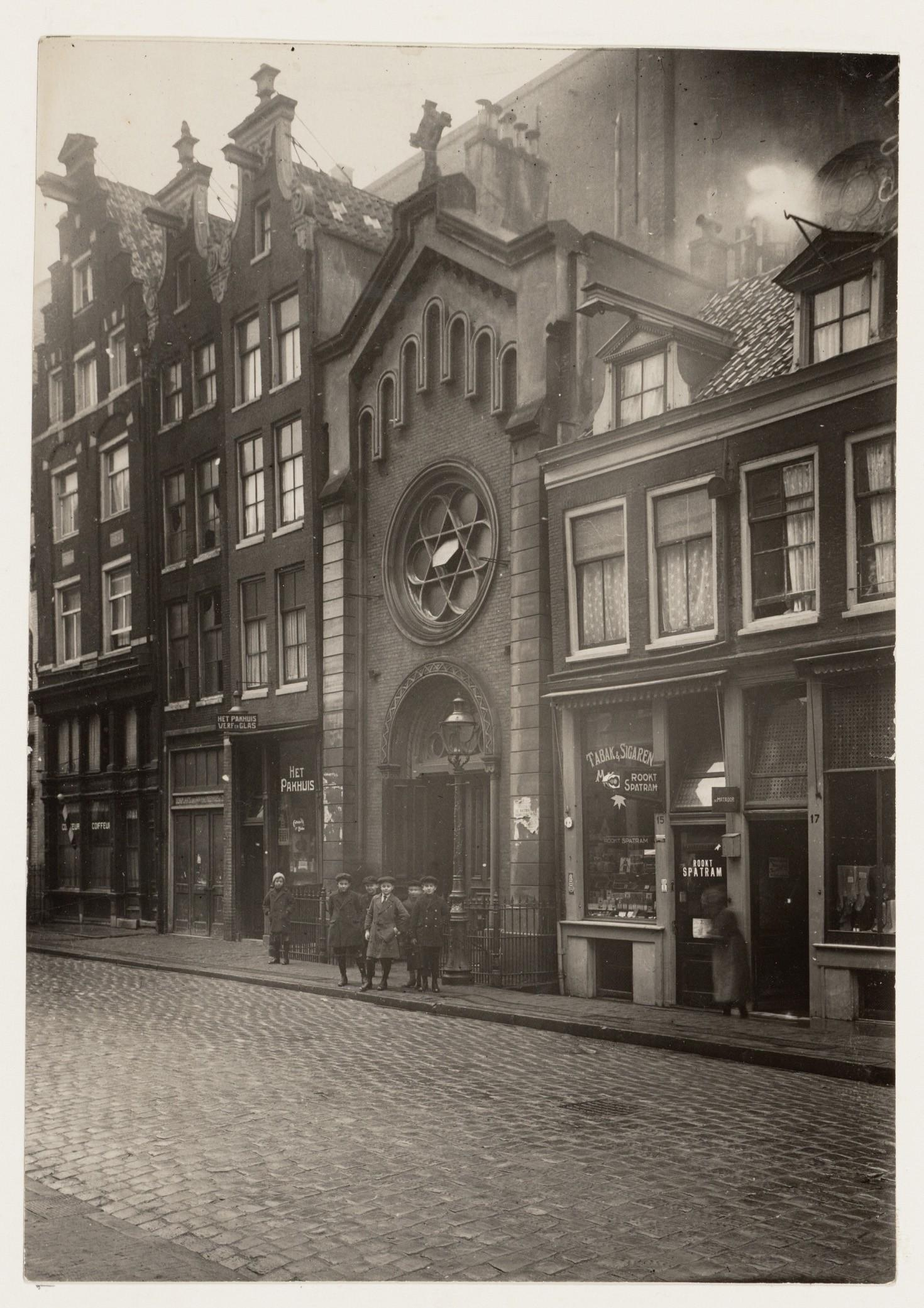
De gewezen kerk 'De Star': portaal aan het Rusland

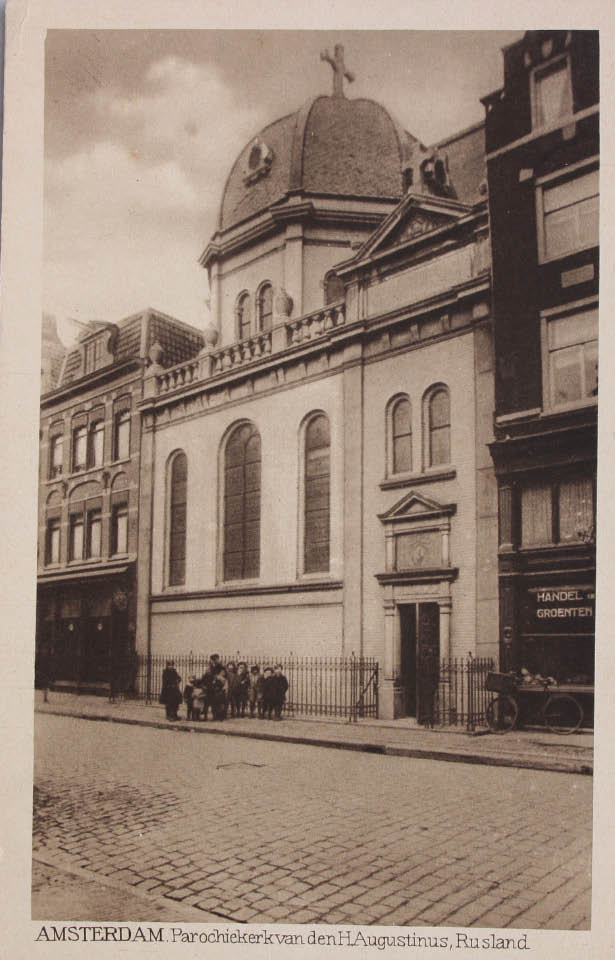
De gewezen kerk 'De Star': O.L.V.kapel aan het Rusland

De Star (ook wel 'De Ster' of "Het Sterretje' genoemd) was een katholieke schuilkerk in Amsterdam, gewijd aan Sint-Augustinus. Het gebouw was gelegen nabij de Oudezijds Achterburgwal, tussen het Rusland en de Spinhuissteeg. 

## Geschiedenis
In 1636 hadden de Belgische paters Augustijnen hun eerste schuilkerk in de stad gesticht, die in 1698 naar het pakhuis De Star in de Spinhuissteeg werd verplaatst.
De eenvoudige oude rechthoekige kerkzaal werd in 1848-1849 in opdracht van pastoor Joannes Liborius Frees door een veel grotere drieschepige hallekerk vervangen. De Vlaamse architect Tieleman Franciscus Suys, die even eerder de naburige Mozes en Aäronkerk (1837-1841) had ontworpen, had hiervoor in 1844 een bouwplan gemaakt, dat door Waterstaatsopzichter Hermanus Hendrik Dansdorp licht werd gewijzigd. Een aanvankelijk ontworpen toren werd uiteindelijk uit de bouwplannen geschrapt.
In 1852-1853 werd naar ontwerp van Isaäc Warnsinck een zangtribune aangebracht. In 1863-1864 werd de kerk door Herman Jan van den Brink in eclectische bouwtrant met een koor en doopkapel vergroot, en van een nieuwe ingang naar het Rusland voorzien. In 1909 verrees aan die straat naar ontwerp van Peter Bekkers de door een achtzijdige koepel bekroonde neoromaanse Kapel van Onze-Lieve-Vrouwe van Goeden Raad, die van de portaalvoorbouw door twee woonhuizen werd gescheiden.
Als gevolg van de ontvolking van de Binnenstad werd de kerk in 1929 gesloten en in 1955 vrijwel geheel gesloopt. De vervolgens gebouwde kantoorpanden maakten in 1989 plaats voor het SAS Royal Hotel. Alleen aan de Spinhuissteeg is nog een lange hoge, met Ionische pilasters gesierde zijmuur van de kerk bewaard gebleven. Opvolger van De Star is de St.Augustinus (1931-1932) aan de Postjesweg in Amsterdam-West.